# Нейлендвілл (Техас)
Нейлендвілл (англ. Neylandville) — місто (англ. town) в США, в окрузі Гант штату Техас. Населення — 67 осіб (2020).

## Географія
Нейлендвілл розташований за координатами 33°11′44″ пн. ш. 96°0′59″ зх. д. / 33.19556° пн. ш. 96.01639° зх. д. (33.195476, -96.016396).  За даними Бюро перепису населення США в 2010 році місто мало площу 0,82 км², уся площа — суходіл.

## Демографія
Згідно з переписом 2010 року, у місті мешкало 97 осіб у 35 домогосподарствах у складі 25 родин. Густота населення становила 119 осіб/км².  Було 40 помешкань (49/км²).
Расовий склад населення:
| - 43,3 % — чорних або афроамериканців - 41,2 % — білих - 15,5 % — осіб інших рас |

До двох чи більше рас належало 0,0 %. Частка іспаномовних становила 15,5 % від усіх жителів.
За віковим діапазоном населення розподілялося таким чином: 30,9 % — особи молодші 18 років, 58,8 % — особи у віці 18—64 років, 10,3 % — особи у віці 65 років та старші. Медіана віку мешканця становила 37,8 року. На 100 осіб жіночої статі у місті припадало 102,1 чоловіків;  на 100 жінок у віці від 18 років та старших — 103,0 чоловіків також старших 18 років.
Медіана доходів становила 38 313 долари для чоловіків та 38 214 долари для жінок. За межею бідності перебувало 23,4 % осіб, у тому числі 7,7 % дітей у віці до 18 років та 52,6 % осіб у віці 65 років та старших.
Цивільне працевлаштоване населення становило 50 осіб. Основні галузі зайнятості: виробництво — 72,0 %, фінанси, страхування та нерухомість — 8,0 %, транспорт — 4,0 %, роздрібна торгівля — 4,0 %.